# Abul Kacem Ech Chabbi
Abu-l-Qàssim aix-Xabbí o, en la seva transcripció francesa, Aboul Kacem Ech Chebbi (àrab: أبو القاسم الشابي, Abū l-Qāsim ax-Xābbī) (1909-1934) fou un poeta tunisià nascut el 1909 a Tozeur. Fou l'artista que va canviar la poesia tunisiana i va donar una nova orientació a la poesia àrab contemporània. Fou un poeta avantguardista, tot i la influència romàntica i el pes de la tradició. Incitava a l'acció contra la incultura i la intolerància, tot i el seu lirisme melancòlic. És considerat el poeta de la llibertat de Tunísia.

## Biografia
Abu-l-Qàssim aix-Xabbí va néixer en el si d'una noble família d'intel·lectuals al 24 de febrer de 1909 a Tozeur, i morí el 9 d'octubre de 1934 a Tunis. Fou considerat com el poeta nacional de Tunísia.
Des de ben jove, viatjà per tota Tunísia per la feina de cadi del seu pare. Tot i així, aix-Xabbí rep una educació tradicional a l'escola primària alcorànica en totes les localitats on viu. Posteriorment, i seguint els passos del seu pare, entra al 1920 a la Universitat Zitouna de Tunis, on aprèn l'Alcorà, la tradició de la religió i alguns aspectes de la poesia mística. Va viure en madrasses durant deu anys ―tota la seva adolescència―, fet que el va dur a conèixer difícils condicions de vida a causa del seu mal estat de salut.
Als catorze anys, aix-Xabbí escriu els primers poemes, que són publicats en el suplement literari del diari Al-Nahda. Milita en l'Associació de Joves Musulmans i és elegit president del comitè d'estudiants, en un entorn de desafiament a l'educació Zitouni que en aquell moment sacseja la capital, fins a arribar al punt d'amenaces de vagues, sota el precepte de la necessitat de renovar i modernitzar l'ensenyament zitounenc. Paral·lelament, descobreix autors occidentals, especialment els romàntics, per traduccions a l'àrab que troba en les biblioteques de la Khaldounia (institut fundat pels nacionalistes tunisians).
Un cop acabat els estudis, comença a moure's per cercles literaris, intel·lectuals i artístics, així com a donar conferències que causen certes controvèrsies entre el públic. D'altra banda, s'inscriu en un curs de dret a l'Escola de Dret Tunisenc. Aleshores, la seva fràgil salut es va degradant considerablement fins a causar-li una mort sobtada a l'hospital italià de Tunis. La seva defunció va deixar suspès el projecte que duia entre mans de publicar el seu diwan.

## Context polític
El 12 de maig de 1881 Tunísia esdevingué protectorat francès. En les primeres dècades de colonialisme va sorgir una resposta sociopolítica, el Moviment Nacional de Tunísia. Aquest país fou el primer de tots els països àrabs (influenciat pel nacionalisme modern), que es posicionà en contra de l'ocupació francesa a partir dels inicis del segle xx, per tal d'aconseguir la independència el 20 de març del 1956.
Un dels partits transcendentals en la política fou el dels Joves Tunisencs (inspirat en la ideologia dels Joves Turcs); es fundà el 1907 com un moviment reformista i laic, compromès amb la lluita contra el protectorat francès. La seva ideologia es basava, en part, en el panislamisme i el panarabisme i en els principis de reformistes com Hayreddin Pasha. El partit es componia majoritàriament d'una classe mitjana de tunisians amb la finalitat de preservar l'herència àrab i musulmana i restaurar la identitat de Tunísia.
Aquest partit, junt amb la petita burgesia, les noves elits occidentalitzades, el moviment feminista i la classe obrera que formaren el Moviment Nacional, van contribuir a l'afirmació de la identitat nacional.

## Característiques literàries
La seva obra poètica gira al voltant de temes vitals com l'amor, la solitud, la mort, la natura i també aquells com l'exili, la revolució o la llibertat, que utilitzà per a criticar l'ocupació francesa. Aquests temes estan íntimament lligats amb el romanticisme.
Amb Abu-l-Qàssim aix-Xabbí la poesia tunisenca es modernitza i s'independitza: “No escric per complaure el príncep, ni per obtenir favors”, esdevé “un crit de l'ànima trista”, o “l'eco d'un cor que plora”. Aquestes analogies denoten un poesia escrita, no per a un mecenes, sinó per tal de commoure i fer reflexionar els lectors.
Si bé l'argument de l'obra poètica és inèdit i d'una gran novetat per a l'època, l'estructura dels seus poemes estan regits per la mètrica clàssica.
Per altra banda, els escrits en prosa també presenten un cert interès literari. Aix-Xabbí escriví un seguit de poemes en prosa entre els anys 1925 i 1930. Però la seva obra no es limita només a la poesia, sinó que escriví sobre el seu treball poètic i sobre ell mateix, com també l'escrit de l'Imaginari poètic i mitològic àrab.

## Influències literàries
Abu-l-Qàssim aix-Xabbí va rebre fortes influències literàries del romanticisme europeu i del Màhjar. Els primers poemes d'aix-Xabbí, escrits entre 1924 i 1927, són de temàtica ordinària per a l'època com és: la dona com a font de plaer, el vi, elogis fúnebres, etc. Extreu la inspiració de les èpoques omeia, abbàssida i andalusina.
Tanmateix, s'impregna de corrents literaris i poètics àrabs, alhora que representa sobretot una herència tardana del romanticisme que ha dominat l'Europa de finals del segle xviii fins a la meitat del XIX. Lord Byron, John Keats, Friedrich Nietzsche, Charles Baudelaire… són alguns dels autors que van influenciar clarament les obres d'aix-Xabbí.
Tot i així, a diferència dels poetes romàntics francesos, aix-Xabbí no feia prevaler el sentiment sobre la raó i la imaginació sobre l'anàlisi crítica. Per a ell, el romanticisme era simplement un mitjà de revolta contra els poetes àrabs convencionals. Per tant, es pot denotar una semblança entre aix-Xabbí i Arthur Rimbaud en la precocitat del geni, i el primer és sovint presentat com el “Rimbaud de l'Àfrica del Nord”.
D'altra banda, rep influències per part dels autors del Màhjar, especialment de Khalil Gibran ―de qui aix-Xabbí admira el seu enginy i art etern― i d'Ilya Abu-Madi. La repercussió que causa Gibran en el poeta tunisenc és tan forta que, fins i tot, s'impregna de principis del cristianisme i reflecteix conceptes i idees relacionades amb aquesta religió com la deïficació de la dona, el caràcter sagrat de la maternitat, la glorificació de la infància i el patiment... i també aix-Xabbí tenia coneixements sobre la Bíblia i els evangelis.

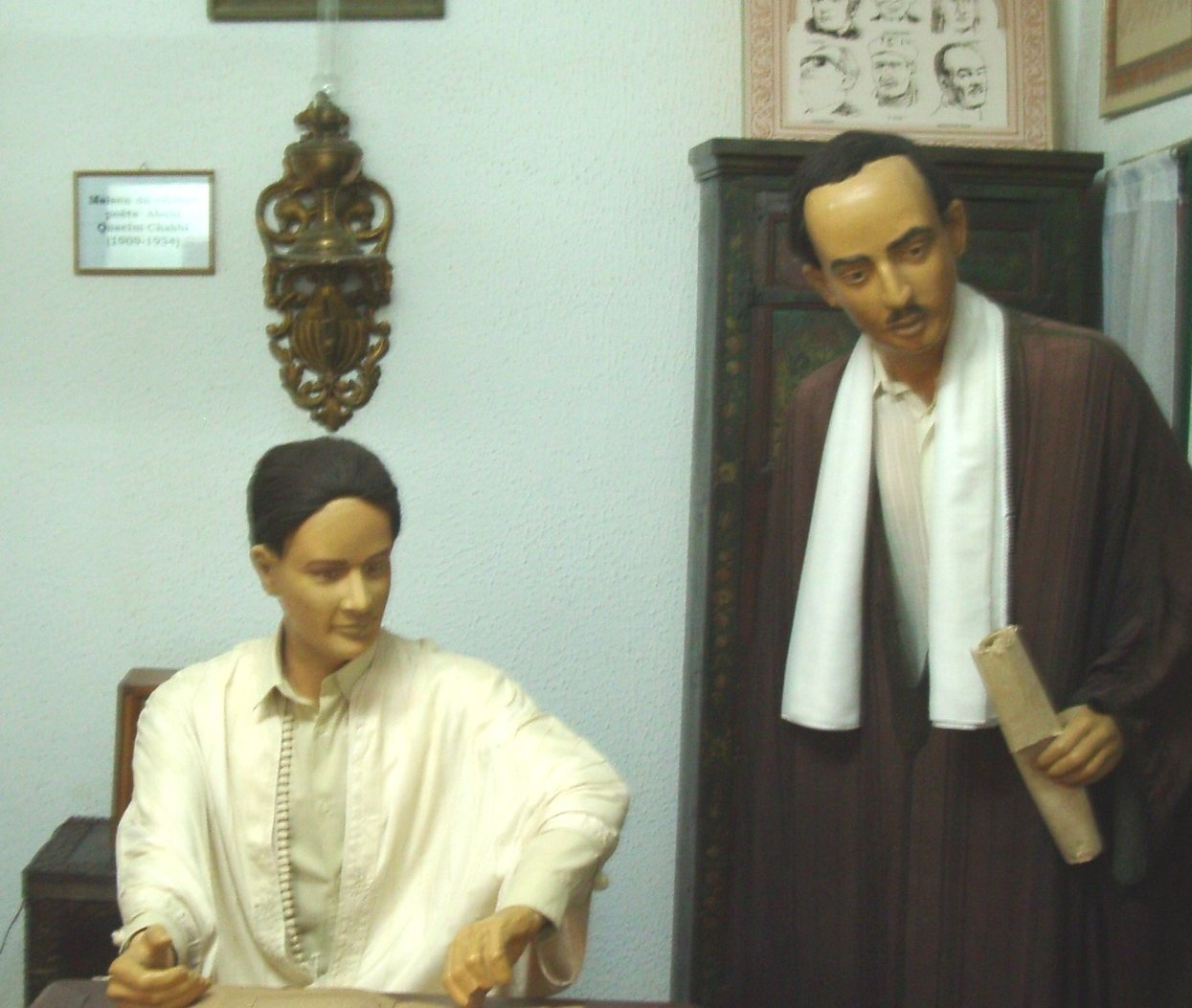
Estàtua d'aix Xabbí al Museu Ibn Chariet de Tozeur

En contraposició a les influències rebudes, Abu-l-Qàssim ha tingut poca influència en els seus contemporanis. Tot i així, no és fins al segle xxi que esdevé un dels poetes àrabs més llegits pels arabòfons. És també el poeta tunisenc més conegut del món àrab, un dels més grans poetes del segle XX i una figura important de la literatura àrab moderna.

## Compromís polític
Abu-l-Qàssim aix-Xabbí va fer la seva primera conferència l'1 de febrer de 1929 a Khaldounia. El títol d'aquesta ponència era “L'imaginari poètic i mitològic àrab”, que va marcar la seva divergència literària amb els autors tradicionalistes. Va fer diverses crítiques de la poesia àrab clàssica i va expressar la seva voluntat de modernitzar-la i de separar-se dels conceptes tradicionalistes clàssics. Durant la conferència va declarar que:
“Els poetes clàssics […] no expressaven sentiments profunds perquè no consideraven la natura com un sentiment viu i meditatiu […] Només tenen com a única expressió de la bellesa la dona i, a més, ho fan a partir d'una visió mediocre.”
El seu desig de modernitzar la poesia àrab i d'utilitzar-la per a altres fins, com per exemple el nacionalisme, va provocar reaccions violentes en contra seu per part dels conservadors i poetes salafistes.

Abu-l-Qàssim aix-Xabbí es va mostrar en desacord amb l'ocupació colonial dels francesos. En alguns dels seus poemes va denunciar el colonialisme:
“Als tirans d'arreu del món, dèspota injust, amic de la foscor, enemic de la vida, t'has burlat del ploriqueig d'un poble impotent, medita sobre els llocs on has tallat caps, on has arrancat les flors de l'esperança.”
D'altra banda, va ser un fervorós defensor de la independència del poeta respecte del poder polític i de la seva total llibertat:
“El poeta pertany a ell mateix, és submís a qui li inspira la vida, i no a allò que li dicten els humans; el poeta ha de ser lliure com un ocell dins del bosc, una flor dins del camp, una onada dins de l'oceà.”

## Himne de Tunísia
L'himne de Tunis (oficial des de 1987), Humat al-hima (en àrab: حماة الحمى, Ḥumāt al-ḥimà, 'Defensors de la pàtria'), va ser musicat per Muhammad Abd-al-Wahhab i és una adaptació d'un poema del poeta sirià Mustafà Sàdiq ar-Rafií i l'últim paràgraf va ser escrit pel gran poeta nacional Abu-l-Qàssim aix-Xabbí, extret del seu poema Voluntat de viure (en àrab: إرادة الحياة, Irādat al-ḥayāt):

### Fragment original
| إرادة الحياة                      | Transliteració                     | Traducció                       |
| إذا اﻟﺸﻌﺐ ﻳﻮﻣﺎً أراد الحيـــــــﺎة | iḏā ax-xuˁab yawman arada l-ḥayā   | Quan la gent vol viure          |
| ﻓﻼ ﺑــﺪّ أن ﻳﺴﺘﺠﻴﺐ اﻟﻘــــﺪر       | fa-lā budda an yastajība l-qidr    | s'ha de respondre més           |
| وﻻ ﺑﺪّ ﻟﻠــــﻴﻞ أن ﻳﻨﺠﻠــــــــــﻲ | wa-lā budda li-l-layl an yanjaliya | la nit ha de ser expulsada      |
| وﻻ ﺑـــﺪّ ﻟﻠﻘﻴـــﺪ أن ﻳﻨﻜﺴــــﺮ    | wa-lā budda li-l-qayd an yankasir  | i les cadenes s'han de trencar! |

### Himne actual:Defensors de la Pàtria, حماة الحمى
| حماة الحمى يا حماة الحمى هلموا هلموا لمجد الزمــن لقد صرخت في عروقنا الدماء نموت نموت و يحيا الوطن لتدو السماوات برعدها لترم الصواعق نيرانها إلى عز تونس إلى مجدها رجال البلاد و شبانها فلا عاش في تونس من خانها ولا عاش من ليس من جندها نموت و نحيا على عهدها حياة الكرام و موت العظام ورثنا السواعد بين الأمم صخورا صخورا كهذا البناء سواعد يهتز فوقها العلم نباهي به و يباهي بنا و فيها كفا للعلى والهمم و فيها ضمان لنيل المنى و فيها لأعداء تونس نقم و فيها لمن سالمونا السلام إذا الشعب يوما أراد الحياة فلا بدّ أن يستجيب القدر ولا بدّ لليل أن ينجلي ولا بدّ للقيد أن ينكسر | Ḥumāt al-ḥimà ya ḥumāt al-ḥimà halummu halummu li-majdi z-zaman laqad ṣaraḫat fī ˁurūqinā d-dimā' namūtu namūtu wa-yaḥyā l-waṭan li-tadwi s-samāwāt biraˁdihā li-tarmi ṣ-ṣawāˁiq nirāna-hā ilà ˁizzi Tūnis ilà majdi-hā rijāl l-bilād wa-xubānahā fa-lā ˁāxa fī Tūnis man ḫāna-hā wa-lā ˁāxa man laysa min jundi-hā namūtu wa naḥiyā ˁalà ˁahdi-hā ḥayāt l-karām wa mawt l-ˁiẓām riṯnā s-sawāˁid baina l-'umam ṣuḫūran ṣuḫūran kahaḏā l-binā' sawāˁid yahtuzu fawqahā l-ˁalam nubāhī bi-hi wa-yubāhī bi-nā wa-fī-hā kafā li-l-ˁulà wa-l-himam wa-fī-hā ḍamān li-nayli l-munà wa-fī-hā li-'aˁdā' Tūnis niqam wa-fī-hā li-man sālamūnā s-salām Iḏā ax-xaˁb yawman arāda al-ḥayāt fa-lā budda an yastajīb al-qidr wa-lā budda li-l-layl an yanjalī wa-lā budda li-l-qayd an yankasir |

## Publicacions

### Obres principals
- L'imaginari poètic i mitològic àrab (1929)
- La voluntat de viure (1933)
- Els tirans del món (1934)
- Els cants de la vida (1955)
- Diari (1965)

### Altres obres

#### Anys 20
- Oh, amor (1924)
- Tunísia la bella (1925)
- La guerra (1925)
- El cant del tron (1926)
- Poesia (1927)
- Riu d'amor (1927)
- D'ahir fins avui (1927)
- La brillantor de la veritat (1927)
- És massa per al meu cor (1929)
- Per Déu (1929)
- Oh, el meu germà (1929)

#### Anys 30
- El profeta no reconegut (1930)
- Oracions per al temple de l'amor (1931)
- Pastoral (1933)
- Sota les branques (1933)
- Les meves cançons (1933)
- El cant de Prometeu (1933)
- La confessió (1934)
- El cor del poeta (1934)